# Währungssystem
Unter einem Währungssystem (auch Währungsordnung) versteht man den gesamten Ordnungsrahmen, der eine Währung umschließt. Die Währungsverfassung, die Währungsreserven, das Wechselkurssystem und die wirtschaftspolitische Geld- und Währungspolitik werden allesamt unter dem Begriff subsumiert.
Damit beeinflusst ein Währungssystem sowohl die volkswirtschaftliche Entwicklung eines Währungsraums als auch auf die internationale Rolle einer Leitwährung in entscheidender Weise.
Die Geschichte und Entwicklung der unterschiedlichen historischen Währungen ist dabei komplett auf die speziellen Währungssysteme zugeschnitten, welche zur entsprechenden Zeit galten. Dies gilt auch für gegenwärtige Währungen. Das Währungssystem oder Teile davon können jederzeit reformiert werden und das jeweilige System ändern.

## Währungsverfassung
Zu den im Rahmen der Währungsordnung zu regelnden Punkten gehört die Währungsverfassung.
Sie umschließt dabei das Währungsrecht. Darin wird die Emission von Währungen, ihrer Münzen und Banknoten, und damit des Zahlungsmittels rechtlich festgehalten. Hierbei wird festgehalten, inwiefern Komplementärwährungen oder Freie Währungen erlaubt sind.
Im Regelfall wird dabei ein Währungsmonopol festgelegt, und dieses privilegierten Notenbanken übertragen. Diese sind damit berechtigt, gesetzliche Zahlungsmittel auszugeben.
Des Weiteren wird das Prägerecht sowie die Auflage von Münzen und Banknoten festgelegt. Außerdem gibt es Regelungen zur Seigniorage.

## Währungsreserve
Für den Fall, dass der Geldwert den Materialwert übersteigt, kann die Kaufkraft nur durch eine glaubwürdige Währungsreserve aufrechterhalten werden.
Münzen, deren Nominalwert durch den Materialwert gedeckt sind, bezeichnet man als Kurantmünzen. Bei den meisten heute umlaufenden Münzen handelt es sich um Scheidemünzen, deren Nominalwert oberhalb des Materialwerts liegt. Bei Banknoten liegt der Materialwert in der Regel unterhalb des Nominalwerts. Fiatgeld hat keine Einlösungsversprechung (z. B. in Gold) mehr.
Währungen, deren Deckung exakt geregelt ist, bezeichnet man als „gebundene“ Währungen. Historisch war hierbei insbesondere die Bindung an Edelmetalle wie Gold und Silber. Ein Goldstandard oder Silberstandard zeichnete sich durch eine feste Umtauschverpflichtung aus. Daneben kann eine feste Bindung auch an Währungsreserven oder als Mischform, so genannte Golddevisenwährungen, erfolgen.
Sofern in der Währungsverfassung keine Einlöseverpflichtung eingebaut ist, wird die Deckung durch Vermögenswerte und Kreditforderungen in der Bilanz der dafür zuständigen Monetären Autorität festgelegt.
Unterschieden wird insbesondere zwischen Mindestreservesystemen und Vollreservesystemen sowie unterschiedlichen geldtheoretischen Konzepten hinsichtlich des Wertes von Geld.

## Wechselkurssystem
Eine weitere Bestimmungsgröße im Rahmen des Währungssystems ist das Wechselkurssystem einer Währung. Hierunter versteht man die Art und Weise, wie sich der Wechselkurs, also die Tauschrelation zwischen zwei Währungen, bildet.
Es lassen sich zwei Grundformen unterscheiden: Bildet sich der Wechselkurs frei durch das Angebots- und Nachfrageverhalten auf dem Devisenmarkt, liegt ein System flexibler Wechselkurse vor. In Systemen fester Wechselkurse wird er dagegen durch staatliche Intervention, in der Regel durch Devisenmarktinterventionen, auf einen bestimmten Wert festgesetzt. Daneben existieren zahlreiche Zwischenformen.

## Geld- und Währungspolitik
Zu den Regelungen im Rahmen der Währungsordnung gehört die wirtschaftspolitische Ausrichtung, die die Geld- und Währungspolitik umfasst.
Im Rahmen der Geldpolitik sind die Determinanten hierbei Instrumente (zum Beispiel Leitzinsen), Strategien (zum Beispiel Direct Inflation Targeting oder Geldmengensteuerung) sowie Ziele (zum Beispiel Preisniveaustabilität oder Wirtschaftswachstum).
Wichtigste währungspolitische Determinante ist der Umfang der Währungsreserven. Eine Determinante für beide Maßnahmen der Wirtschaftspolitik ist der Grad an Unabhängigkeit der Zentralbank von anderen politischen Akteuren, insbesondere der Regierung. Bei geringer Unabhängigkeit kann auch die Währungspolitik zur Erreichung der Geldpolitik eingesetzt werden.